# Cinéma en construction
Cinéma en Construction ou Ciné en Construcción est un prix d'aide à la production de cinéma indépendant latino-américaine, cofondé par les Rencontres des Cinémas d'Amérique Latine de Toulouse, devenues aujourd'hui Cinélatino, Rencontres de Toulouse, et le Festival International de Ciné de San Sebastián-Donostia.

## Déroulement
Née en 2002, l'initiative repose essentiellement sur une sélection semestrielle de films arrivés au stade de la post-production, qui nécessitent un apport financier supplémentaire.
Deux fois par an, 6 films sont sélectionnés parmi une centaine de réalisations latino-américaines et présentés à un jury de professionnels européens et latino-américains, producteurs et distributeurs.
Un de ces films remporte le prix Cinéma en Construction.
La première session annuelle a lieu au mois de mars lors de Cinélatino, Rencontres de Toulouse.
La deuxième a lieu en septembre lors du Festival International de Ciné de San Sebastián-Donostia.